# Masters World Cup
Der Masters World Cup ist eine inoffizielle Weltmeisterschaft der Mastersskilangläufer, die seit 1980 und bzw. jährlich ab 1982 durch die The World Masters Cross-Country Ski Association (WMA) durchgeführt wird.

## Reglement

### Teilnahmebedingung
Es dürfen nur Masters-Wettkämpfer zugelassen werden die im letzten Jahr vor dem 31. Dezember 30 Jahre alt worden sind. Alle Teilnehmer dürfen nur für eine Nationalität starten, wo sie ihren Wohnsitz haben oder in der Nation, wo der Pass ausgestellt wurde. Wer einer Skinationalmannschaft oder Nationalkader angehört, ist bei den Wettkämpfen nicht startberechtigt. Ein Teilnehmer darf nur an drei Einzelwettkämpfe teilnehmen. Bei den Staffelwettkämpfen darf jede Nation pro Altersgruppe nur eine Staffel an den Start bringen. Außerdem muss ein Staffelteilnehmer für drei Einzelwettkämpfe angemeldet sein.
Das Organisationskomitee und die nationalen Direktoren müssen bei der Anmeldung ein Computerprogramm verwenden, das von der „World Masters Cross-Country Ski Association“ verbindlich vorgegeben wird. Kann ein Wettkampfteilnehmer durch krankheits- oder unfallbedingten Gründen am Master World Cup nicht teilnehmen, muss gegen Vorlage eines Attestes durch den nationalen Direktor während des Masters World Cups 50 % des Nenngeldes zurückgegeben werden. Wer bei der Staffel starten möchte, muss bei den Zusammensetzungen die Unterschrift des nationalen Direktors vorweisen.
An den Masters World Cup sind folgende 28 Mitglieder startberechtigt: Australien, Belarus, Dänemark, Deutschland, Estland, Finnland, Frankreich, Italien, Japan, Kanada, Kasachstan, Lettland, Litauen, Luxemburg, Niederlande, Neuseeland, Norwegen, Österreich, Polen, Russland, Slowakei, Spanien, Schweden, Schweiz, Tschechien, Ukraine, Vereinigte Staaten, Vereinigtes Königreich.

### Klasseneinteilung
Die Masters-Wettkämpfer  werden in fünf Jahresgruppen eingeteilt und werden nach Damen und Herren getrennt:
Einzelwettkämpfe
- Klasse 01: 30–34 Jahre
- Klasse 02: 35–39 Jahre
- Klasse 03: 40–44 Jahre
- Klasse 04: 44–49 Jahre
- Klasse 05: 50–54 Jahre
- Klasse 06: 55–59 Jahre
- Klasse 07: 60–64 Jahre
- Klasse 08: 65–69 Jahre
- Klasse 09: 70–74 Jahre
- Klasse 10: 75–79 Jahre
- Klasse 11: 80–84 Jahre
- Klasse 12: 85 Jahre und älter

Staffelwettkämpfe (Herren)
- Klasse 01: 30–34 Jahre
- Klasse 02: 35–39 Jahre
- Klasse 03: 40–44 Jahre
- Klasse 04: 44–49 Jahre
- Klasse 05: 50–54 Jahre
- Klasse 06: 55–59 Jahre
- Klasse 07: 60–64 Jahre
- Klasse 08: 65–69 Jahre
- Klasse 09: 70–74 Jahre
- Klasse 10: 75 Jahre und älter

Staffelwettkämpfe (Damen)
- Klasse  1: 30–39 Jahre
- Klasse  2: 40–49 Jahre
- Klasse  3: 50–59 Jahre
- Klasse  4: 60 Jahre und älter

### Programm
Bei den Einzelwettkämpfen wird je nach Altersgruppen eine kurze, eine mittlere und eine lange Distanz gelaufen. Die Streckenlänge betragen: 5 km, 10 km, 15 km, 30 km und 45 km. Der Laufstil ist klassisch oder Freistil. Die Staffelwettkämpfe werden 4 × 5 km für Herren und Damen (2 × klassisch, 2 × Freistil) ausgetragen.
Die Veranstaltung dauert neun Tage. Am ersten Tag findet ein offizielles Training statt. Am zweiten Tag findet nach erneutem offiziellen Training die Eröffnungsfeier statt. Die Tage drei bis fünf sind reine Wettkampftage, Tag sechs ein Ruhetag. Die Tage sieben bis neun sind erneut Wettkampftage; Tag neun endet mit der Schlussfeier und einem Bankett.

## Austragungsorte
| Jahr | Austragungsort(e) |
| ---- | ----------------- |
| 1980 | Morin Height      |
| 1982 | Uppsala           |
| 1983 | Telemark          |
| 1984 | Oslo              |
| 1985 | Hirschau          |
| 1986 | Lake Placid       |
| 1987 | Kuusamo           |
| 1988 | Seefeld           |
| 1989 | Québec            |
| 1990 | Östersund         |
| 1991 | Toblach           |
| 1992 | Anchorage         |
| 1993 | Geilo             |
| 1994 | Finsterau         |
| 1995 | Canmore           |
| 1996 | Kuopio            |
| 1997 | Folgaria          |
| 1998 | Lake Placid       |
| 1999 | Grindelwald       |
| 2000 | Kiruna            |
| 2001 | Mariazell         |
| 2002 | Canmore           |
| 2003 | Seefeld           |
| 2004 | Lillehammer       |
| 2005 | Krasnogorsk       |
| 2006 | Brusson           |
| 2007 | Rovaniemi         |
| 2008 | McCall            |
| 2009 | Autrans           |
| 2010 | Falun             |
| 2011 | Sovereign Lake    |
| 2012 | Oberwiesenthal    |
| 2013 | Asiago            |
| 2014 | Pillerseetal      |
| 2015 | Syktywkar         |
| 2016 | Vuokatti          |
| 2017 | Klosters          |
| 2018 | Minneapolis       |
| 2019 | Beitostølen       |
| 2020 | Cogne             |
| 2021 | Canmore           |